# Friederike von Kimsky
Friederike von Kimsky (* 18. Januar 1792 als Friederike Hähnel in Neubrandenburg; † 22. Dezember 1872 in Rom) war eine Geliebte des Staatskanzlers Karl August von Hardenberg.
Hardenberg lernte sie 1816 durch Vermittlung von David Ferdinand Koreff in einer magnetischen Sitzung bei Karl Christian Wolfart kennen. Die von Hardenberg arrangierte Ehe mit einem Herrn von Kimsky erfolgte am 3. August 1821 in Neuhardenberg. Nach dem Tod Hardenbergs konvertierte sie zum Katholizismus und lebte in Rom, wo sie angeblich enge Beziehungen mit Papst Gregor XVI. und dem General der Jesuiten Pierre Jean Beckx pflegte.